# 마리아 리바
마리아 엘리자베트 리바(혼전성 지버(Sieber), 독일어: Maria Eizaeth Riva, 1924년 12월 13일~ )은 독일, 미국의 배우이다.

## 영화
- 1934년: 진홍의 여제
- 1936년: 가든 오브 알라
- 1988년: 스크루지 (1988년 영화)